# Emser Erlass

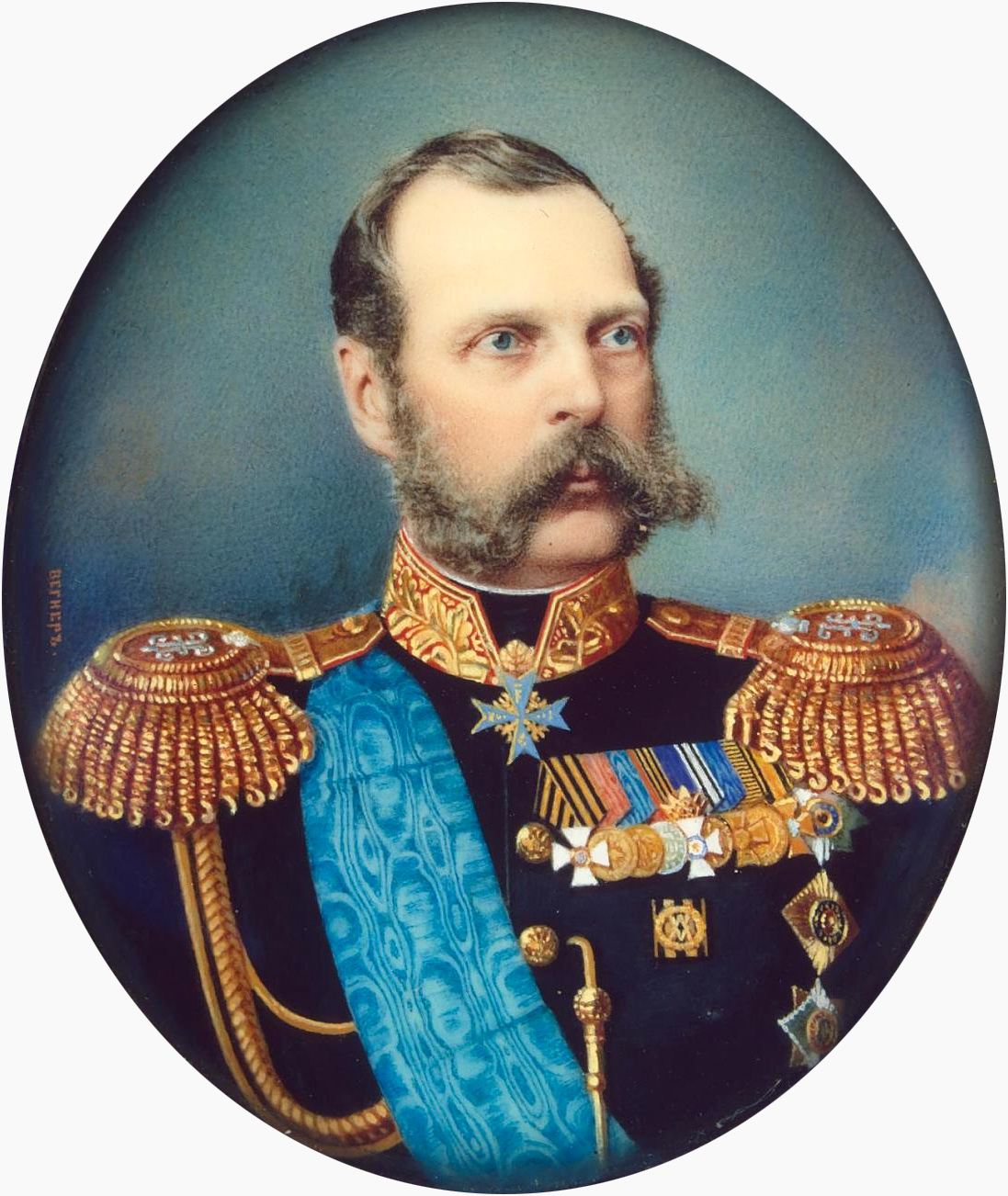
Alexander II.

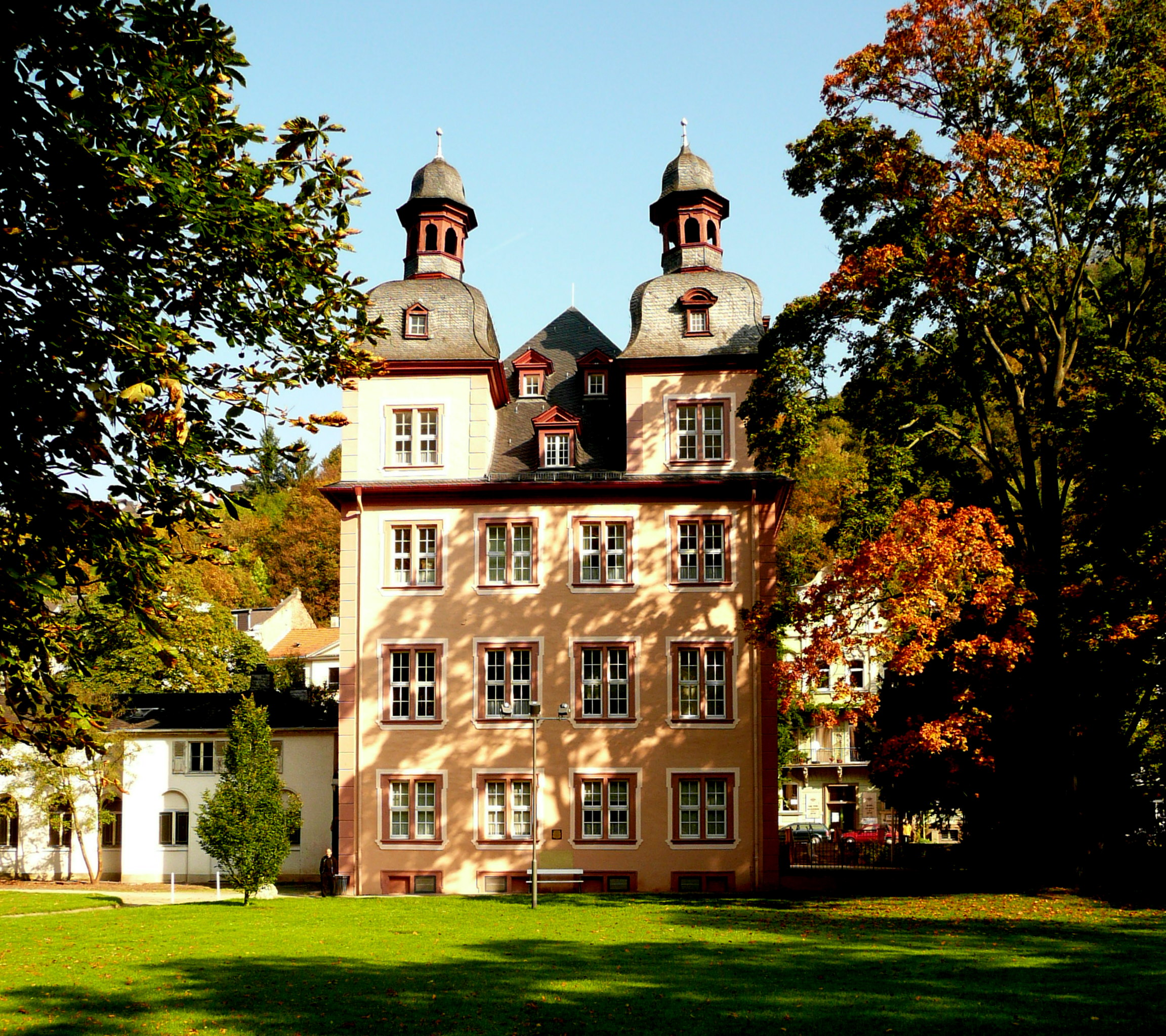
Vier Türme-Haus

Den Emser Erlass (auch Ukas von Bad Ems, russisch Эмсский указ, ukrainisch Емський указ) unterzeichnete der russische Zar Alexander II. in Bad Ems am 30. Mai 1876 im Vier-Türme-Haus. Er verbot im Russischen Kaiserreich die öffentliche Verwendung des Ukrainischen.

## Geschichte
1863 verbot im Zusammenhang mit dem polnischen Januaraufstand, der auch auf die Ukraine übergriff, der russische Innenminister Walujew mit dem sogenannten „Walujew-Zirkular“, die ukrainische Sprache („den kleinrussischen Dialekt“) für wissenschaftliche und religiöse Publikationen sowie Schulbücher zu verwenden. Eine kaiserliche Kommission, die „ukrainophile Propaganda“ untersuchte, kam zu dem Ergebnis, dass die Verwendung der ukrainischen Sprache staatsgefährdende Auswirkungen habe. Dies führte dazu, dass der Geltungsbereich des Walujew-Zirkulars ausgedehnt wurde und Alexander II. am 30. Mai 1876 den Emser Erlass unterzeichnete. Er verbot im Russischen Kaiserreich Druck, Import und Verbreitung literarischen Schrifttums in ukrainischer Sprache in allen Formen, auch im Theater, und stellte Zuwiderhandlungen unter Strafe.
Entsprechende Schriften konnten nur noch im Ausland erscheinen. Dies geschah vor allem im benachbarten, damals österreichischen Galizien, wo ebenfalls Ukrainisch gesprochen wurde. Die Maßnahme trug so ungewollt dazu bei, ein ukrainisches Nationalbewusstsein und eine gemeinsame literarische Sprache und Kultur auf beiden Seiten der österreichisch/russischen Reichsgrenze herauszubilden.
Lockerungen, um die ukrainische Sprache im Russischen Reich zu verwenden, regte zunächst die Russische Akademie der Wissenschaften 1905 an. Sie bewertete Ukrainisch („Kleinrussisch“) so nicht als einen Dialekt, sondern als eigenständige Sprache.
Im Zuge der russischen Revolution von 1905 veröffentlichte Zar Nikolaus II. auf Vorschlag von Sergei Witte das Oktobermanifest vom 17. Oktober 1905. Damit wurde der Emser Erlass faktisch hinfällig. Bereits im Dezember 1905 erschienen die ersten beiden Zeitungen in ukrainischer Sprache.

## Gedenken und Nachwirkungen

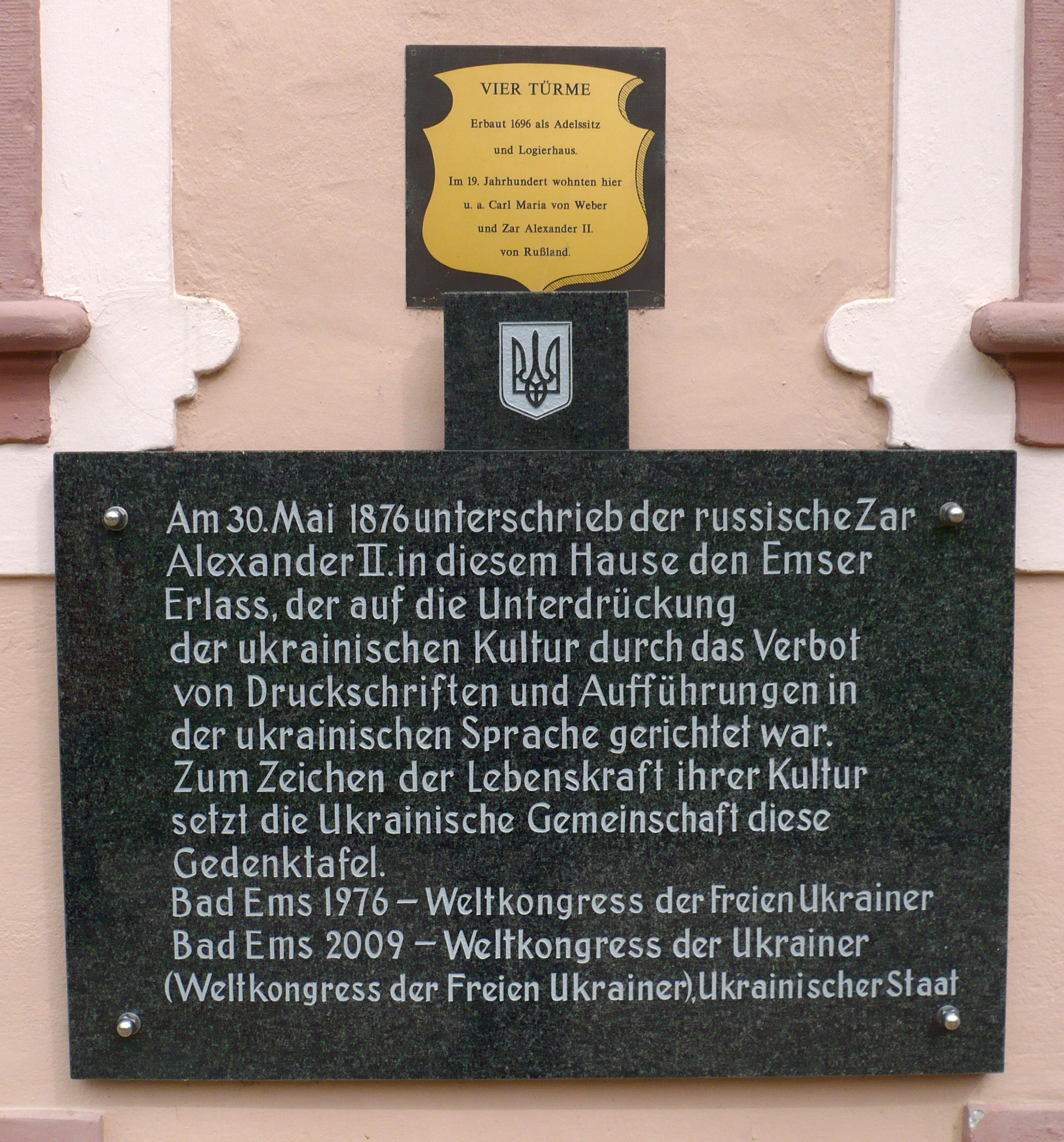
Gedenktafel

Der Emser Erlass ist ein Zeugnis russischen Chauvinismus in Bezug auf die ukrainische Kultur. Noch im Juli 2021 hat Wladimir Putin in dem Essay Zur historischen Einheit von Russen und Ukrainern den Erlass als eine gerechtfertigte Schutzmaßnahme des Zaren verteidigt und damit als Baustein in der Rechtfertigung seines russischen Überfalls auf die Ukraine 2022 verwendet.
Am Vier-Türme-Haus, in dem der Zar den Emser Erlass in Bad Ems unterzeichnete, ist eine Gedenktafel angebracht. Nach dem russischen Überfall auf die Ukraine wurden in Bad Ems ein Hinweisschild auf die historische Stätte und ein ukrainisches Wappen entfernt. Vermutet wird dahinter politischer Vandalismus.